# Karl Walter Mautner
Karl Walter Mautner (geboren 2. Mai 1881 in Enns, Österreich-Ungarn; gestorben 12. Februar 1949 in London) war ein österreichischer, aber überwiegend in Deutschland tätiger Bauingenieur. Der von ihm konstruierte Förderturm über dem Schacht IV der Grube Camphausen im Saarland wurde 2016 von der Bundesingenieurkammer mit dem Titel „Historisches Wahrzeichen der Ingenieurbaukunst in Deutschland“ ausgezeichnet.

## Herkunft und Ausbildung
Mautners Vater Josef Mautner (1830–1902) war Oberingenieur bei den Österreichischen Staatsbahnen; die Mutter Rosalinde stammte aus der Familie Planner. Karl Mautner heiratete 1907 Mathilde Tragau aus Wien; aus der Ehe gingen zwei Töchter hervor.
Nach dem Besuch der Oberrealschule in Linz begann Mautner im Jahre 1898 zunächst ein Studium als Lehramtskandidat in Wien, studierte aber zeitgleich Bauingenieurwesen an der dortigen Technischen Hochschule. Im Anschluss an seine Zweite Staatsprüfung promovierte Mautner 1906 im Fachgebiet Brückenbau; 1904–1906 war er unter anderem als Assistent in diesem Fach bei Johann Emanuel Brik an der Hochschule tätig.

## Tätigkeit in Düsseldorf bis 1915
Im Jahr 1907 kam Karl Mautner als Oberingenieur zur Bauunternehmung Carl Brandt in Düsseldorf. Der ehemalige Hennebique-Lizenznehmer entwickelt sich in dieser Zeit zur größten Bauunternehmung der Stadt mit zahlreichen Filialen, z. B. in Hamburg, Saarbrücken und Breslau. Mautner war unter anderem für die Vorstellung besonderer Bauten in der Fachpresse und auf dem Deutschen Betontag zuständig. 1914 wurde Mautner technischer Leiter des Unternehmens.

## Einsatz im Ersten Weltkrieg
Im Ersten Weltkrieg war Mautner ab Herbst 1916 für Österreich-Ungarn als Pionier im Brückenbau und als Dozent an der Technischen Militärakademie in Mödling im Einsatz. Er wurde mit der goldenen Ehren-Denkmünze für Tapferkeit am Bande sowie dem Eisernen Kreuz 2. Klasse ausgezeichnet.

## Tätigkeit für Wayss & Freytag
Noch vor seiner Einberufung als Soldat wechselte Mautner 1915 zur Düsseldorfer Niederlassung der Bauunternehmung Wayss & Freytag AG, zu der er nach Kriegsende als Erster Technischer Leiter im Rang eines Direktors zurückkehrte. Zum 1. April 1928 wechselte Mautner von Düsseldorf ohne den üblichen Zwischenschritt des Stellvertreters als Vorstandsmitglied in die Hauptverwaltung des Unternehmens nach Frankfurt am Main.
Zwar entwickelten sich einige ausländische Tochtergesellschaften der Wayss & Freytag AG, etwa in Argentinien oder in der Türkei, in den 1920er Jahren sehr gut, aber während der Weltwirtschaftskrise erlitt das Unternehmen in den Jahren 1929 bis 1931 in Deutschland so schwere Verluste, dass unter Leitung der alleinigen Vorstände Karl Walter Mautner und Alfred Schütze sowie dem Aufsichtsrat unter dem Vorsitz des bisherigen langjährigen Vorstandsvorsitzenden Otto Meyer der Vergleich angemeldet werden musste. Unter dem Namen Neue Baugesellschaft Wayss & Freytag entstand 1932 eine neue Aktiengesellschaft. In dessen Vorstand ersetzte Alexander Kinen Alfred Schütze, der in den Aufsichtsrat wechselte. Zugleich trat Otto Meyer nochmals in den Vorstand ein. Bereits gut ein Jahr später, zum 30. Juni bzw. 31. Dezember 1933, schieden Kinen und Mautner „in freundschaftlichem Einvernehmen mit der Verwaltung“ aus dem Vorstand aus. Mautners jüdische Abstammung spielte dabei wohl eine wesentliche Rolle. Mautners Nachfolger wurde ein langjähriger Düsseldorfer Mitarbeiter, der Ingenieur Gärtner, der stellvertretend in den Vorstand nachrückte.
Mautner ließ sich nun offiziell als selbständiger Beratender Ingenieur in Frankfurt nieder. Mit der Neuen Baugesellschaft Wayss & Freytag blieb er über Emil Mörsch in engster Verbindung und agierte als entscheidender Motor für die praktische Anwendung der Spannbeton-Lizenz von Eugène Freyssinet, deren Erwerb er bereits 1932 veranlasst hatte. 1938 entstand die erste Spannbeton-Brücke Deutschlands nach dieser Lizenz über die Reichsautobahn in Oelde in Westfalen.

## Akademische Laufbahn in Aachen
Im Jahr 1912 habilitierte er sich mit einer Arbeit über die Rippenkuppel im Fach Eisenbetonbau an der Technischen Hochschule Aachen und lehrte seitdem dort zusammen mit Josef Pirlet als Privatdozent in der Abteilung für Bauingenieurwesen. Seine Lehrtätigkeit in Aachen wurde nur durch seinen Einsatz im Ersten Weltkrieg unterbrochen, in dessen Rahmen er teilweise ebenfalls als Dozent tätig war (siehe oben). Im Jahre 1926 wurde er zum Honorarprofessor für „Eisenbetonbauten im Berg- und Hüttenbau“ ernannt und setzte seine Lehrtätigkeit auch fort, als er 1928 beruflich von Düsseldorf nach Frankfurt am Main wechselte.
Mautners wissenschaftliche Verdienste in dieser Zeit lagen unter anderem in der Erforschung des Verbunds von gusseisernen Ringen mit Beton und Eisenbeton für die Stabilität des Schachtausbaus im Bergbau. Zwar trat er als Direktor und Vorstandsmitglied der Wayss & Freytag AG nicht mehr als Planer einzelner Bauten hervor, die breite Tätigkeit des Unternehmens auf diesem Gebiet aber zeigt seinen starken Einfluss. So entstand im Rahmen seiner Beschäftigung mit dem Bauen im Bergsenkungsgebiet u. a. auch der Kokskohlenturm der Kokerei Anna in Alsdorf bei Aachen.

## Verfolgung und Vertreibung aus dem Lehramt
Als im Frühjahr 1933 an der Technischen Hochschule Aachen die Denunziationen durch die Studentenschaft einsetzten, geriet auch Mautner ins Visier. Der ASTA (Allgemeiner Studentenausschuss) und die Studentenführer ließen dem hierfür extra eingesetzten Denunziationsausschuss, bestehend aus Hermann Bonin, Hubert Hoff, Felix Rötscher, Adolf Wallichs und Robert Hans Wentzel darüber Mitteilungen zukommen, welche der Dozenten und Professoren nicht arischer Abstammung waren und vermeintlich oder tatsächlich eine unerwünschte politische Einstellung hatten. Mautner sollte gemäß dem Gesetz zur Wiederherstellung des Berufsbeamtentums auf Grund seiner jüdischen Herkunft zusammen mit den anderen nicht arischen Professoren Otto Blumenthal, Walter Fuchs, Arthur Guttmann, Ludwig Hopf, Theodore von Kármán, Paul Ernst Levy, Alfred Meusel, Leopold Karl Pick, Rudolf Ruer, Hermann Salmang und Ludwig Strauss die Lehrerlaubnis entzogen werden. Er legte gegen die drohende Entlassung auf Grund des so genannten Frontkämpferprivilegs jedoch Beschwerde ein und bat den amtierenden Rektor Paul Röntgen um vorläufige Beurlaubung bis zur endgültigen Klärung des Sachverhalts. Röntgen hielt diese zunächst nicht für erforderlich, aber nach einem zweiten Denunziationsschreiben des ASTA im April 1933 musste Mautner schließlich doch beurlaubt werden. Die Beurlaubung wurde aufgrund des „Frontkämpferprivilegs“ Anfang Oktober 1933 jedoch wieder aufgehoben, und Mautner konnte seine Lehrtätigkeit zunächst fortsetzen. Die endgültige Entlassung wurde ihm dann nach der Verabschiedung der Ersten Verordnung zum Reichsbürgergesetz vom 14. November 1935 aufgezwungen, in der die zwangsweise Versetzung in den Ruhestand auch für Beamte mit bisherigem Frontkämpferprivileg vorgeschrieben wurde.

## Emigration nach London und Tätigkeit im Exil
Nachdem er im Rahmen der Novemberpogrome 1938 für einige Wochen verhaftet und in das Lager Buchenwald verbracht worden war, sorgten britische Kollegen der traditionsreichen Bauunternehmung Mouchel mit Hilfe des britischen Geheimdienstes dafür, dass Mautner und seine Frau im Sommer 1939 über Rotterdam nach London emigrieren konnten; die verheirateten Töchter blieben in Deutschland.
Bei der wenig später von Mouchel gegründeten Pre-Stressed Concrete Co. Ltd. (PCC) in London setzte Mautner mit Hilfe seiner mitgeführten Forschungsergebnisse die Entwicklung des Spannbetonbaus fort und wurde zum eigentlichen Begründer dieser Bauweise in Großbritannien. In London verstarb er am 12. Februar 1949.

## Schriften
- Bogendach und einseitiger Kragarm in Monier-Konstruktion, Brühl bei Köln. In: Deutsche Bauzeitung, Beilage „Mitteilungen über Zement, Beton- und Eisenbetonbau“, 4. Jahrgang 1907, Nr. 15, S. 57–59.
- Feinkohlenturm in Eisenbeton der Zeche Recklinghausen II, Harpener Bergbau AG. In: Deutsche Bauzeitung, Beilage „Mitteilungen über Zement, Beton- und Eisenbetonbau“, 5. Jahrgang 1908, Nr. 4, S. 25–28.
- Zur Berechnung von Eisenbeton-Zugringen und wagrecht gebogenen Balken (Kuppel und sonstige Eisenbeton-Konstruktionen am Neubau des Orpheum-Theaters in Bochum). In: Deutsche Bauzeitung, Beilage „Mitteilungen über Zement, Beton- und Eisenbetonbau“, 5. Jahrgang 1908, Nr. 11, S. 65–67 / Nr. 12, S. 69–71 / Nr. 13, S. 73, S. 75 und Tafeln hierzu.
- Über einige Wölb- und Kuppelbauwerke in Eisenbeton (Kreuzkirche und Oberlandesgericht Düsseldorf). In: Deutsche Bauzeitung, Beilage „Mitteilungen über Zement, Beton- und Eisenbetonbau“, 6. Jahrgang 1909, Nr. 1, S. 1–3 / Nr. 2, S. 5–7 / Nr. 4, S. 13–14.
- Neuere Eisenbeton-Konstruktionen im Gebiete des Bergbaus. In: Deutsche Bauzeitung, Beilage „Mitteilungen über Zement, Beton- und Eisenbetonbau“, 8. Jahrgang 1911, Nr. 8, S. 57, S. 62–64 / Nr. 9, S. 70–72 / Nr. 10, S. 75–79.
- Über die baulichen Anlagen der neuen Turbinenpumpstation des Wasserwerkes der Stadt Bochum in Blankenstein an der Ruhr. In: Armierter Beton, Monatsschrift für Theorie und Praxis des gesamten Betonbaues, 4. Jahrgang 1911, Heft 12, S. 425–431.
- Beitrag zur Theorie der im Eisenbetonbau gebräuchlichen Form der Rippenkuppel. Wilhelm Ernst & Sohn, Berlin 1911. (= Veröffentlichungen des Deutschen Ausschusses für Eisenbeton, Heft 6.) (= Forscherarbeiten auf dem Gebiete des Eisenbetons, Band 13.)
- Über die Festigkeit gußeisener Tübbinge und ihre Verstärkung durch Eisenbeton. Bonde, Altenburg 1913.
- (mit Oskar Domke): Dachbauten. In: Fritz von Emperger (Hrsg.): Handbuch für Eisenbetonbau, 2. Auflage, Band 10 Hochbaukonstruktionen II. Verlag Ernst & Sohn, Berlin 1920.
- Beitrag zur Frage der Gebäudesicherung in Bergbausenkungsgebieten. In: Der Bauingenieur, 1. Jahrgang 1920, S. 144–149.
- Über einige Festigkeits- und betontechnische Fragen bei Bauwerken im Bergwerks- und Hüttengebiete. In: Festschrift aus Anlaß des fünfzigjährigen Bestehens der Wayss & Freytag AG, 1875–1925. Frankfurt am Main 1925, S. 110–159.
- Festigkeitsfragen im Schachtausbau. In: Glückauf, 70. Jahrgang 1934, S. 409–415.
- Spannbeton nach dem Freyssinet-Verfahren. In: Beton & Eisen, 35. Jahrgang 1936, S. 320–324.
- Spannbeton nach System Freyssinet. In: Beton, 2. Beilage zur Zeitschrift De Ingenieur, 6. Jahrgang 1937, S. 5–15.

## Bauten
- 1905–1907: Krematorium auf dem Riensberger Friedhof in Bremen (Architekt: Heinrich Wilhelm Behrens)
- 1907: Feinkohlenturm der Zeche Recklinghausen II
- 1907–1910: Gewölbekonstruktion der Kreuzkirche in Düsseldorf-Pempelfort, Collenbachstraße (Architekt: Carl Wilhelm Schleicher)
- 1907–1908: Orpheum-Theater (Varietétheater, Vorgängerbau des heutigen Schauspielhauses) in Bochum, Königsallee (Architekt: Paul Engler)
- 1911: Hammerkopf-Förderturm über dem Schacht IV der Grube Camphausen in Fischbach-Camphausen, (preuss. Rheinprovinz heute Saarland)
- 1924: Kongressgarage in Aachen, Kongreßstraße 23 (Zuschreibung nicht gesichert; Architekten: Theodor Veil und Otto Nauhardt)
- um 1927: Kokskohlenturm der Kokerei der Grube Anna in Alsdorf
- 1938: Brücke über die Reichsautobahn bei Oelde in Westfalen (Überführung Weg Hesseler) (Spannbeton-Balkenbrücke)

## Galerie

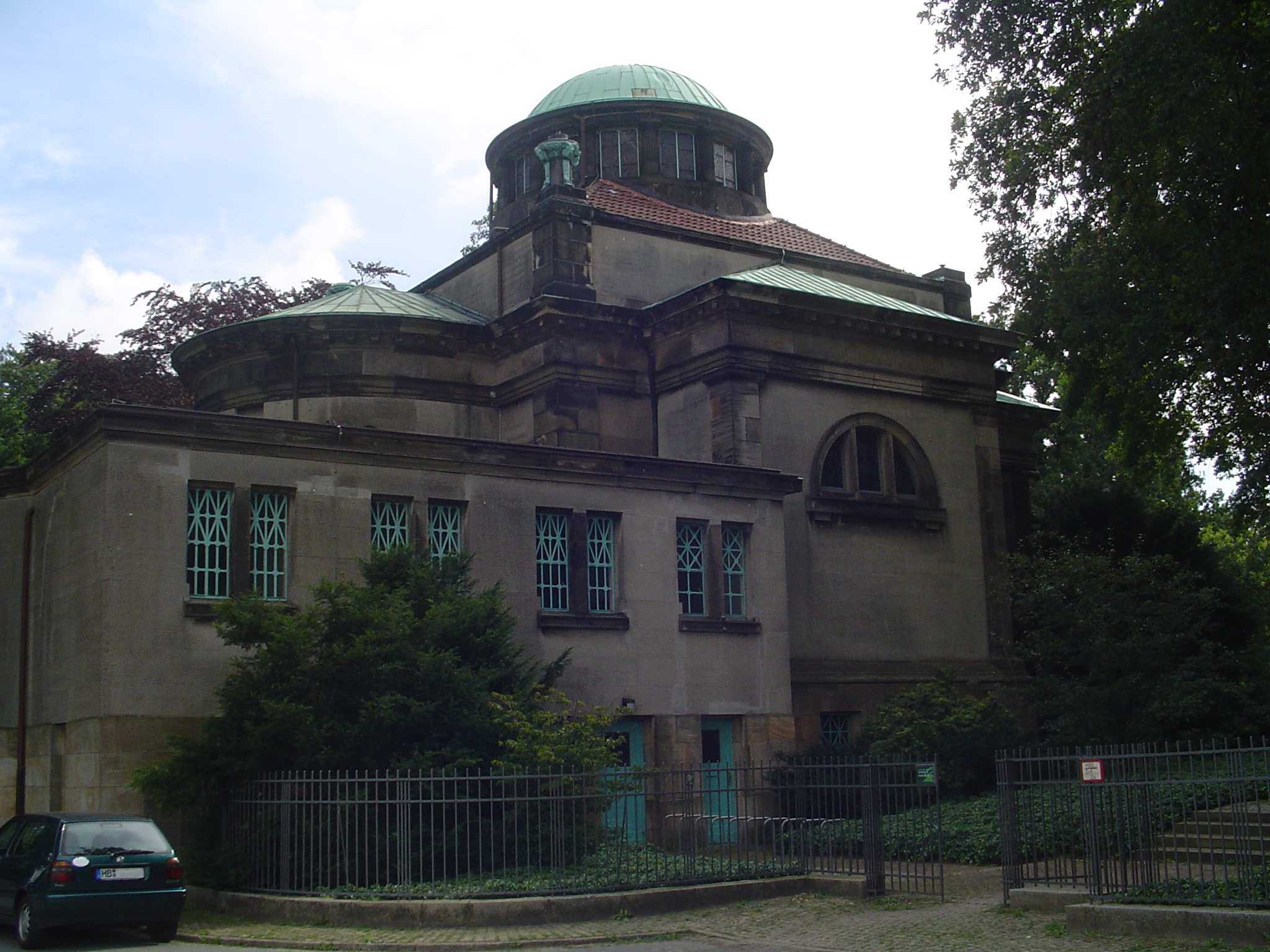
Krematorium in Bremen
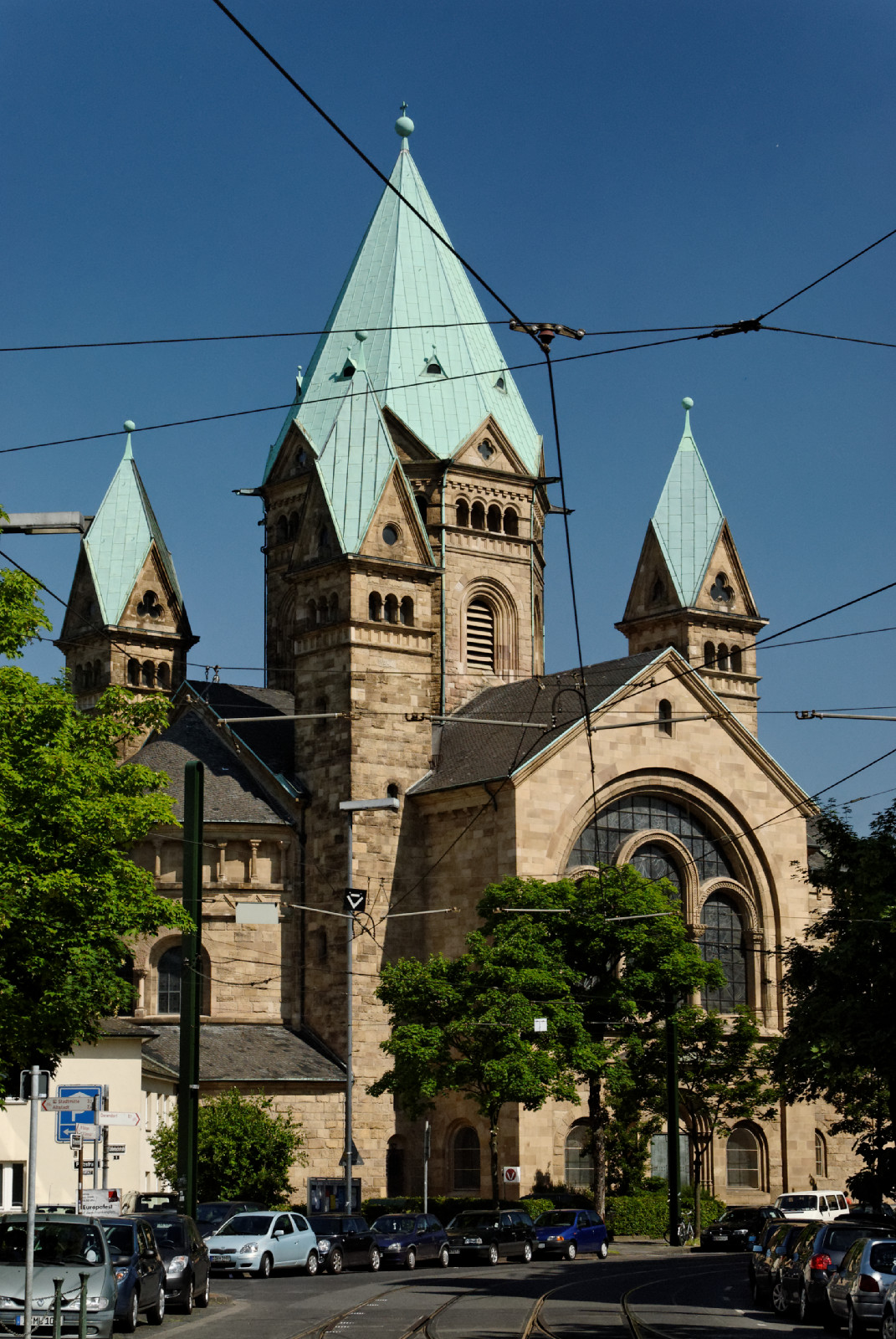
Kreuzkirche in Düsseldorf
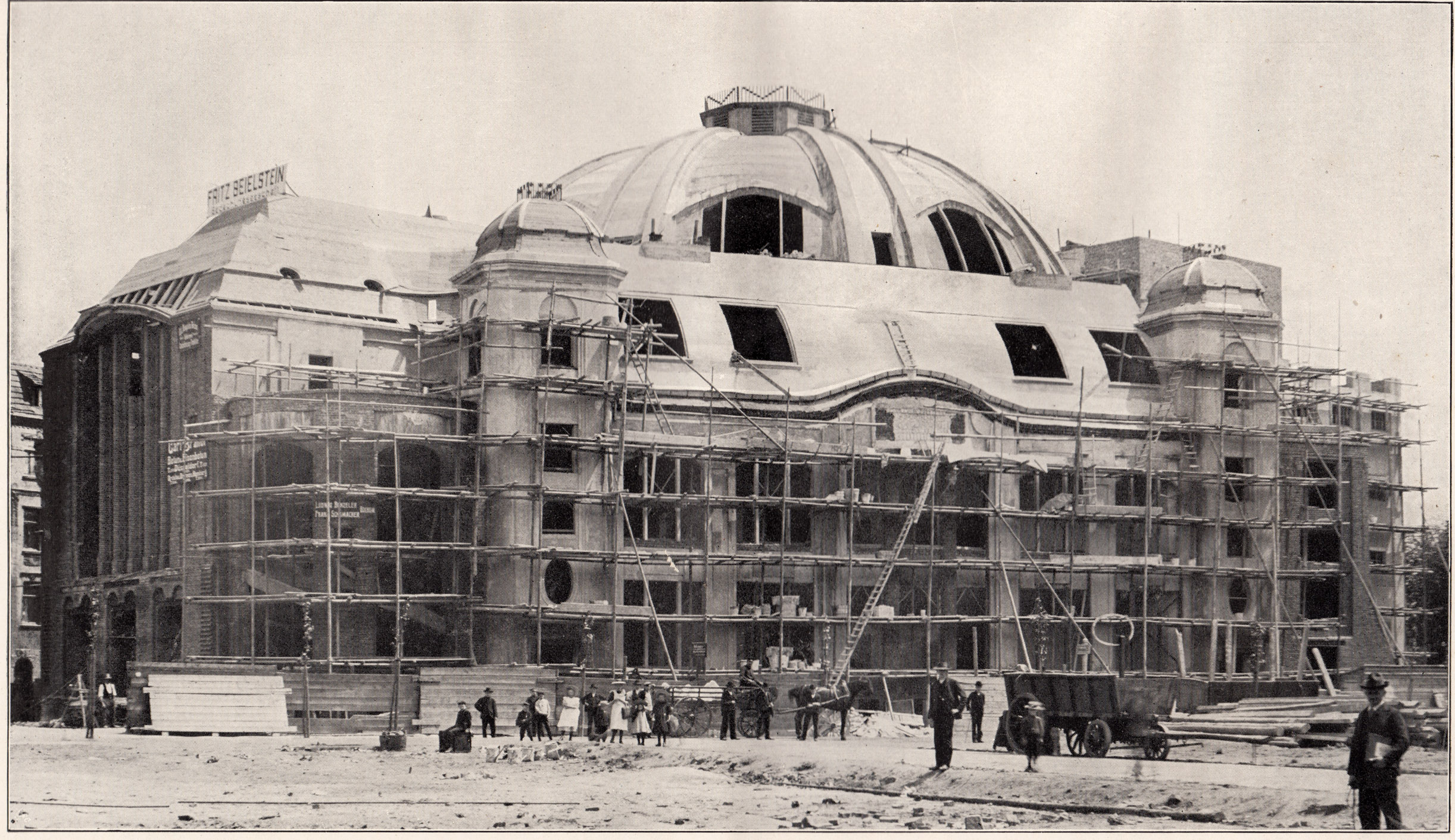
Orpheum-Theater in Bochum (Bauzustand)
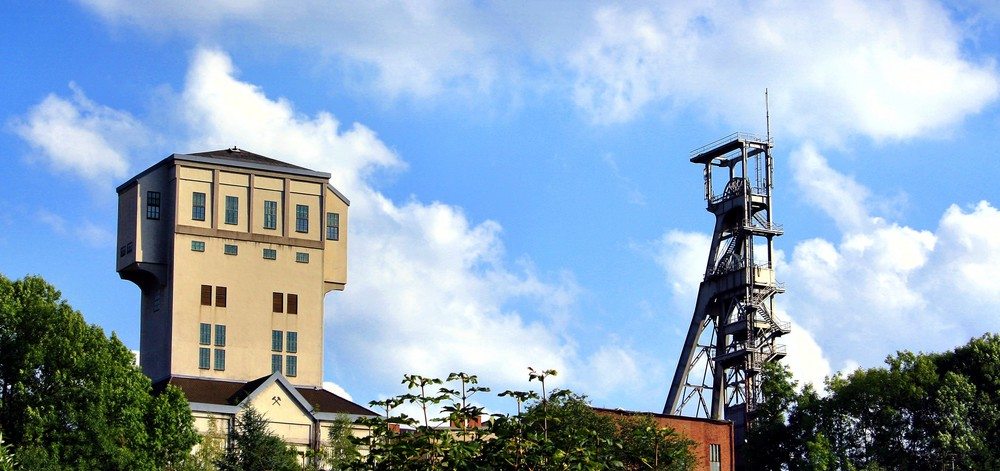
Förderturm über Schacht IV der Grube Camphausen